# Мадера (Каліфорнія)
Мадера (англ. Madera) — місто (англ. city) в США, в окрузі Мадера штату Каліфорнія. Населення — 66 224 особи (2020).

## Географія
Мадера розташована за координатами 36°57′50″ пн. ш. 120°4′49″ зх. д. / 36.96389° пн. ш. 120.08028° зх. д. (36.963983, -120.080244).  За даними Бюро перепису населення США в 2010 році місто мало площу 40,89 км², уся площа — суходіл.

### Клімат
| Клімат : Мадера         | Клімат : Мадера | Клімат : Мадера | Клімат : Мадера | Клімат : Мадера | Клімат : Мадера | Клімат : Мадера | Клімат : Мадера | Клімат : Мадера | Клімат : Мадера | Клімат : Мадера | Клімат : Мадера | Клімат : Мадера | Клімат : Мадера |
| Показник                | Січ.            | Лют.            | Бер.            | Квіт.           | Трав.           | Черв.           | Лип.            | Серп.           | Вер.            | Жовт.           | Лист.           | Груд.           | Рік             |
| Абсолютний максимум, °C | 26,1            | 28,3            | 32,2            | 37,2            | 41,7            | 46,1            | 46,7            | 45,0            | 46,1            | 38,3            | 33,3            | 23,9            | 46,7            |
| Середній максимум, °C   | 12,2            | 16,2            | 19,6            | 23,8            | 28,8            | 33,1            | 36,8            | 35,8            | 32,7            | 26,8            | 18,9            | 12,9            | 24,8            |
| Середня температура, °C | 7,2             | 10,1            | 12,5            | 15,6            | 19,8            | 23,4            | 26,6            | 25,6            | 22,8            | 17,8            | 11,6            | 7,4             | 16,7            |
| Середній мінімум, °C    | 2,2             | 3,9             | 5,4             | 7,5             | 10,7            | 13,7            | 16,3            | 15,5            | 12,9            | 8,8             | 4,2             | 2,1             | 8,6             |
| Абсолютний мінімум, °C  | −9,4            | −6,1            | −4,4            | −1,7            | 0,6             | 3,3             | 5,6             | 3,9             | 1,1             | −4,4            | −5,6            | −8,9            | −9,4            |
| Норма опадів, мм        | 50              | 49              | 46              | 27              | 10              | 2               | 0               | 1               | 4               | 15              | 30              | 45              | 279             |
| Днів з опадами          | 8               | 7               | 7               | 4               | 2               | 1               | 0               | 0               | 1               | 2               | 5               | 7               | 44,0            |
| Днів з дощем            | 4,5             | 4,4             | 4,3             | 2,7             | 1,1             | 0,4             | 0,3             | 0,3             | 1,1             | 1,5             | 2,2             | 3,9             | 26,7            |
| Днів зі снігом          | 0,1             | 0               | 0               | 0               | 0               | 0               | 0               | 0               | 0               | 0               | 0               | 0,03            | 0,1             |
| Вологість повітря, %    | 83              | 76              | 68              | 60              | 52              | 46              | 41              | 45              | 51              | 57              | 70              | 81              | 60              |
| ----------------------- | --------------- | --------------- | --------------- | --------------- | --------------- | --------------- | --------------- | --------------- | --------------- | --------------- | --------------- | --------------- | --------------- |
| Джерело: WRCC           |                 |                 |                 |                 |                 |                 |                 |                 |                 |                 |                 |                 |                 |

## Демографія
Згідно з переписом 2010 року, у місті мешкало 61 416 осіб у 15 938 домогосподарствах у складі 12 888 родин. Густота населення становила 1502 особи/км².  Було 17049 помешкань (417/км²).
Расовий склад населення:
| - 49,9 % — білих - 3,4 % — чорних або афроамериканців - 3,1 % — корінних американців - 2,2 % — азіатів - 0,1 % — вихідців з тихоокеанських островів - 36,8 % — осіб інших рас |

До двох чи більше рас належало 4,4 %. Частка іспаномовних становила 76,7 % від усіх жителів.
За віковим діапазоном населення розподілялося таким чином: 34,7 % — особи молодші 18 років, 57,7 % — особи у віці 18—64 років, 7,6 % — особи у віці 65 років та старші. Медіана віку мешканця становила 26,6 року. На 100 осіб жіночої статі у місті припадало 104,0 чоловіків;  на 100 жінок у віці від 18 років та старших — 103,3 чоловіків також старших 18 років.
Середній дохід на одне домашнє господарство  становив 50 132 долари США (медіана — 40 457), а середній дохід на одну сім'ю — 51 966 доларів (медіана — 41 504). Медіана доходів становила 31 266 доларів для чоловіків та 34 170 доларів для жінок. За межею бідності перебувало 27,6 % осіб, у тому числі 39,7 % дітей у віці до 18 років та 11,2 % осіб у віці 65 років та старших.
Цивільне працевлаштоване населення становило 24 129 осіб. Основні галузі зайнятості: сільське господарство, лісництво, риболовля — 28,8 %, освіта, охорона здоров'я та соціальна допомога — 17,7 %, роздрібна торгівля — 11,1 %, виробництво — 9,6 %.